# Tincourt-Boucly
Tincourt-Boucly – miejscowość i gmina we Francji, w regionie Hauts-de-France, w departamencie Somma.
Według danych na rok 2011 gminę zamieszkiwało 376 osób, a gęstość zaludnienia wynosiła 29 osób/km² (wśród 2293 gmin Pikardii Tincourt-Boucly plasuje się na 624. miejscu pod względem liczby ludności, natomiast pod względem powierzchni na miejscu 286.).